# V394 Большого Пса
V394 Большого Пса (лат. V394 Canis Majoris) — одиночная переменная звезда в созвездии Большого Пса на расстоянии (вычисленном из значения параллакса) приблизительно 5072 световых лет (около 1555 парсеков) от Солнца. Видимая звёздная величина звезды — от +10,6m до +10m.

## Характеристики
V394 Большого Пса — красная пульсирующая медленная неправильная переменная S-звезда (LB) спектрального класса S:.